# Nereiphylla rubiginosa
Nereiphylla rubiginosa är en ringmaskart som först beskrevs av Saint-Joseph 1888.  Nereiphylla rubiginosa ingår i släktet Nereiphylla och familjen Phyllodocidae. Arten har ej påträffats i Sverige. Inga underarter finns listade i Catalogue of Life.